# Poa cooperi
Poa cooperi är en gräsart som beskrevs av Henry John Noltie. Poa cooperi ingår i släktet gröen, och familjen gräs. Inga underarter finns listade i Catalogue of Life.